# Усик-Базилевський Боніфатій
Боніфатій Усик-Базилевський (1883, Павлівська волость, Олександрівський повіт, Катеринославська губернія, Російська імперія — 1919, Катеринослав?, УНР) — український громадський діяч, активний член катеринославської «Просвіти» від 26 вересня 1911 року, член ревізійної комісії (1914), з 2 грудня 1914 року — член ради, з грудня 1914 року виконував обов'язки писаря. Активний член Товариства українських поступовців, УСДРП. Жертва російського окупаційного режиму.

## Життєпис
На зборах товариства 2 березня 1913 року «д. Усик-Базилевський визнає, що ні вистави, ні вечірки не сприяють так національному розвиткові громадянства, як українська книжка і обстоює необхідність бібліотеки». Дарував книжки бібліотеці товариства. Усик-Базилевський був обраний кандидатом у члени правління створеного у 1913 році споживчого товариства «Народна торгівля». Працював конторником комерційної служби Катерининської залізниці (1914).
На річних загальних зборах «Просвіти» 23 лютого 1914 року в залі Англійського клубу Усик-Базилевський виступив з приводу касового звіту скарбника ради М. М. Нечипоренка. Усик-Базилевський запропонував «дозволити Раді брати в позику з будівничого фонду гроші на біжучі просвітянські потреби з умовою негайно повертати їх, коли становище загальної каси покращає. Збори з цим згодились. Ухвалено також прочитаний Усиком-Базилевським доклад Ревізійної комісії». («Звідомлення» «Просвіти» за 1913 рік, с. 3).

### Діяльність в УСДРП
Член забороненої урядом УСДРП. Жандарми встановили за ним зовнішнє спостереження 25 вересня 1915 року. Дали йому «кличку наружного наблюдения» — «Сошник». Як повідомляв 20 жовтня агент охранки, Усик-Базилевський разом з іншими шістьма членами катеринославської організації УСДРП увійшов до складу нового гуртка, який прийняв назву Радикально-демократичної партії, або ТУП (Товариство українських поступовців). Окрім нього, до складу ТУП незадовго до арештів членів УСДРП увійшли Микола Новицький, Іван Дяченко, Павло Маненко, Пилип Щукин, Григорій Авдієнко та Євген Вировий.
Просвітянин Іван Труба у листі до директора Катеринославського музею Дмитра Яворницького писав 13 січня 1916 року, перед самим закриттям січеславської «Просвіти»:

«Д(оброд)ій Усик-Базилевський, член Ради повідомив мене, що на ст(анції) „Рыжково“ Южных (за-лізничних)д(оріг) в Колокольном заводі Пономарьова і Рижкова, у самій конторі завода висить вельми старовинної роботи портрет гетьмана Івана Мазепи. Він запевняє, що коли б музей Поля звернувсь до д. Пономарьова листом, то можна сподіватись передачі того портрету Музею. Може, Вам цікаво це знати».

Лист свідчить про зацікавлення просвітян у поповненні музею запорозької старовини, яким був музей у ту пору, цінними матеріалами козацької доби.

### Діяльність у Січеславській «Просвіті»
На установчих зборах 11 березня 1917 року, на яких відновлено діяльність січеславської «Просвіти», Усик-Базилевський обраний до ради Товариства. На перших зборах ради 12 березня обраний скарбником Товариства 16 березня за дорученням «Просвіти» відбулися установчі збори Українського учительського товариства у Катеринославі. Обрано раду товариства. Усик-Базилевський обраний кандидатом. Представляв катеринославську громаду Товариства українських поступовців (ТУП) на загальному з'їзді усіх громад ТУП у Києві 25 березня.
15 квітня 1917 року на загальних зборах катеринославської «Просвіти» обраний до губернської ради (разом з п'ятьма іншими представниками). На збори ради «Просвіти» 2 травня обраний писарем. 16 травня в Катеринославі виникла місцева організація партії українських соціалістів-революціонерів, яку очолив професор М. Федоров. Писарем обрано Усика-Базилевського. Разом з іншими п'ятьма представниками репрезентував місцеву «Просвіту» на з'їзді Української губернської Ради 21 — 22 травня 1917 року. На загальних зборах товариства 9 липня Усик-Базилевський разом з чотирма іншими членами ради і кандидатами зрікся працювати у раді за браком часу (він, І. Труба, Ю. Павловський вже були активно задіяні в політичних партіях). Збори задовольнили їхнє прохання і вивели зі складу ради, обравши нових членів. У 1917 році від українських соціалістів-революціонерів висувався у гласні Катеринославської міської думи.

### Смерть
Помер (загинув?) бл. 1919 року. У хроніці кооперативного часопису «Споживач» сповіщалося, що «Союзом споживчих товариств видано жертви 1000 карб, на упоряджування могили покійного Усика-Базилевського, укр. діяча. 29. IV. 19 р.».